# Wisłoka
Wisłoka [visuoka] je řeka v jihovýchodním Polsku. Protéká územím Podkarpatského vojvodství. Je 164 km dlouhá. Povodí má rozlohu 4 110 km².

## Průběh toku
Pramení na severních svazích Nízkých Beskyd v nadmořské výšce 575 m. V celé své délce teče na sever. Protéká přes Pogórze Ciężkowickie a Kotlinu Sandomierskou. Na horním toku teče v hluboké soutěsce. Od Jasielsko-Sanockých Dołů se dolina rozšiřuje. Do Visly ústí zprava u vesnice Ostrówek v nadmořské výšce 154 m. Dukelský průsmyk odděluje její povodí od povodí horní Tisy (přítok Dunaje).

### Přítoky
- zleva – Ropa
- zprava – Jasiołka, Tuszymka, Wielopolka

## Osídlení
Na řece leží města Jasło, Dębica a Mielec.